# Supercoppa russa 2014 (pallavolo maschile)
La Supercoppa russa di pallavolo maschile 2014 si è svolta il 4 ottobre 2014: al torneo hanno partecipato due squadre di club russe e la vittoria finale è andata per la seconda volta consecutiva al Volejbol'nyj klub Belogor'e.

## Regolamento
Le squadre hanno disputato una gara unica.

## Squadre partecipanti
| Squadra     | Qualificazione                  | Ultima partecipazione |
| ----------- | ------------------------------- | --------------------- |
| Belogor'e   | Vincitrice Coppa di Russia 2013 | Supercoppa russa 2013 |
| Zenit-Kazan | Vincitrice Superliga 2013-14    | Supercoppa russa 2013 |

## Torneo
| 4 ottobre 2014 Centr Volejbola Sankt-Peterburg, Kazan' Durata: 1h:47 - Spettatori: 3 500 | Zenit-Kazan | 1 - 3 | Belogor'e | 21-25, 20-25, 25-21, 18-25 |